# Fyns Storkreds
Fyns Storkreds er en valgkreds i Landsdel Sjælland-Syddanmark.
Storkredsen blev oprettet i 2007. Den afløste den tidligere Fyns Amtskreds. På grund af Strukturreformen skete der ændringer i inddelingen af opstillingskredse. Kertemindekredsen og Otterupkredsen blev nedlagte, og Assenskredsen, som var blevet nedlagt i 1970, blev samtidig genoprettet. Mange steder blev grænserne mellem kredsene ændrede.

## Opstillingskredse
Storkredsen består af otte opstillingskredse:
1. Odense Østkredsen
2. Odense Vestkredsen
3. Odense Sydkredsen
4. Assenskredsen
5. Middelfartkredsen
6. Nyborgkredsen
7. Svendborgkredsen
8. Faaborgkredsen

## Valgresultater
| Parti                                       | Stemmer | %    | +/-   | Mandater | +/- | Valgte                                                                                             |
| ------------------------------------------- | ------- | ---- | ----- | -------- | --- | -------------------------------------------------------------------------------------------------- |
| Socialdemokratiet                           | 101.064 | 32,5 | +2,3  | 6        | +1  | Bjørn Brandenborg, Dan Jørgensen, Trine Bramsen, Sara Emil Baaring, Thomas Skriver Jensen, Kim Aas |
| Venstre                                     | 36.742  | 11,8 | -11.6 | 2        | -2  | Erling Bonnesen, Lars Chr. Lilleholt                                                               |
| Moderaterne                                 | 30.825  | 9,9  | ny    | 1        | ny  | Rosa Eriksen                                                                                       |
| SF - Socialistisk Folkeparti                | 25.525  | 8,2  | +1.5  | 1        | -   | Karsten Hønge                                                                                      |
| Danmarksdemokraterne - Inger Støjberg       | 25.486  | 8,2  | ny    | 1        | ny  | Jens Henrik W. Thulesen Dahl                                                                       |
| Liberal Alliance                            | 19.992  | 6,4  | +4,5  | 1        | +1  | Katrine Daugaard                                                                                   |
| Det Konservative Folkeparti                 | 16.190  | 5,2  | -1,0  | 1        | -   | Mai Mercado                                                                                        |
| Enhedslisten - De Rød-Grønne                | 14.487  | 4,7  | -2,1  | 1        | -   | Victoria Velásquez                                                                                 |
| Nye Borgerlige                              | 10.873  | 3,5  | +1,6  | 1        | +1  | Mikkel Bjørn                                                                                       |
| Radikale Venstre                            | 9.305   | 3,0  | -4.3  | 0        | -1  | |
| Alternativet                                | 8.476   | 2,7  | -0,3  | 0        | -   | |
| Dansk Folkeparti                            | 8.023   | 2,6  | -6,3  | 0        | -2  | |
| Frie Grønne, Danmarks Nye Venstrefløjsparti | 2.958   | 0,9  | ny    | 0        | ny  | |
| Kristendemokraterne                         | 1.135   | 0,4  | -0,7  | 0        | -   | |
| Uden for partierne                          | 334     | 0,1  | -     | 0        | -   | |
| I alt                                       | 311.425 |      |       | 15       | -   | |

| Parti                            | Stemmer | %    | +/-   | Mandater | +/- | Valgte                                                                       |
| -------------------------------- | ------- | ---- | ----- | -------- | --- | ---------------------------------------------------------------------------- |
| Socialdemokratiet                | 94.337  | 30,2 | +1,3  | 5        | -   | Dan Jørgensen, Trine Bramsen, Jan Johansen, Bjørn Brandenborg, Julie Skovsby |
| Venstre, Danmarks Liberale Parti | 73.046  | 23,4 | +5,2  | 4        | +1  | Lars Chr. Lilleholt, Erling Bonnesen, Marlene Ambo-Rasmussen, Jane Heitmann  |
| Dansk Folkeparti                 | 27.746  | 8,9  | -12,2 | 2        | -2  | Jens Henrik W. Thulesen Dahl, Alex Ahrendtsen                                |
| Radikale Venstre                 | 22.793  | 7,3  | +3,9  | 1        | +1  | Rasmus Helveg Petersen                                                       |
| Enhedslisten - De Rød-Grønne     | 21.182  | 6,8  | -1,7  | 1        | -1  | Victoria Velasquez                                                           |
| SF - Socialistisk Folkeparti     | 20.961  | 6,7  | +2,3  | 1        | -   | Karsten Hønge                                                                |
| Det Konservative Folkeparti      | 19.256  | 6,2  | +2,7  | 1        | -   | Mai Mercado                                                                  |
| Alternativet                     | 9.505   | 3,0  | -1,5  | 0        | -1  |                                                                              |
| Nye Borgerlige                   | 5.926   | 1,9  | ny    | 0        | ny  |                                                                              |
| Stram Kurs                       | 5.919   | 1,9  | ny    | 0        | ny  |                                                                              |
| Liberal Alliance                 | 5.867   | 1,9  | -4,6  | 0        | -1  |                                                                              |
| Kristendemokraterne              | 3.453   | 1,1  | +0,7  | 0        | -   |                                                                              |
| Klaus Riskær Pedersen            | 2.551   | 0,8  | ny    | 0        | ny  |                                                                              |
| I alt                            | 312.542 |      |       | 15       | -3  |                                                                              |

| Parti                            | Stemmer | Pct. | +/-  | Mandater | +/- | Valgte                                                                            |
| -------------------------------- | ------- | ---- | ---- | -------- | --- | --------------------------------------------------------------------------------- |
| Socialdemokratiet                | 90.061  | 28,9 | +0,5 | 5        | -   | Dan Jørgensen, Jan Johansen, Trine Bramsen, Erik Christensen, Julie Skovsby       |
| Dansk Folkeparti                 | 67.913  | 21,8 | +9,5 | 4        | +2  | Jens Henrik W. Thulesen Dahl, Alex Ahrendtsen, Pernille Bendixen, Dorthe Ullemose |
| Venstre, Danmarks Liberale Parti | 56.673  | 18,2 | -6,1 | 3        | -1  | Erling Bonnesen, Lars Chr. Lilleholt, Jane Heitmann                               |
| Enhedslisten - De Rød-Grønne     | 26.575  | 8,5  | +2,2 | 2        | +1  | Pernille Skipper, Rune Lund                                                       |
| Liberal Alliance                 | 20.271  | 6,5  | +2,3 | 1        | -   | Merete Riisager                                                                   |
| Alternativet                     | 14.165  | 4,5  | ny   | 1        | ny  | Roger Matthisen                                                                   |
| SF - Socialistisk Folkeparti     | 13.790  | 4,4  | -6,1 | 1        | -1  | Karsten Hønge                                                                     |
| Det Konservative Folkeparti      | 10.849  | 3,5  | -1,6 | 1        | -   | Mai Mercado                                                                       |
| Radikale Venstre                 | 10.513  | 3,4  | -5,0 | 0        | -1  |                                                                                   |
| Kristendemokraterne              | 1.293   | 0,4  | -0,0 | 0        | -   |                                                                                   |
| I alt                            | 312.103 |      |      | 18       | +1  |                                                                                   |

| Parti                            | Stemmer | %    | +/-  | Mandater | +/- | Valgte                                                                                 |
| -------------------------------- | ------- | ---- | ---- | -------- | --- | -------------------------------------------------------------------------------------- |
| Socialdemokratiet                | 89.577  | 28,4 | +1,5 | 5        | +1  | Pernille Rosenkrantz-Theil, Carsten Hansen, Trine Bramsen, Jan Johansen, Julie Skovsby |
| Venstre, Danmarks Liberale Parti | 76.845  | 24,3 | +2,9 | 4        | +1  | Lars Chr. Lilleholt, Jakob Ellemann-Jensen, Erling Bonnesen, Jane Heitmann             |
| Dansk Folkeparti                 | 38.978  | 12,3 | -2,5 | 2        | -   | Jens Henrik Thulesen Dahl, Alex Ahrendtsen                                             |
| SF - Socialistisk Folkeparti     | 32.990  | 10,5 | -3,5 | 2        | -   | Anne Baastrup, Annette Vilhelmsen                                                      |
| Radikale Venstre                 | 26.658  | 8,4  | +3,4 | 1        | -   | Camilla Hersom                                                                         |
| Enhedslisten - De Rød-Grønne     | 19.914  | 6,3  | +4,5 | 1        | +1  | Pernille Skipper                                                                       |
| Det Konservative Folkeparti      | 16.033  | 5,1  | -8,2 | 1        | -1  | Mai Henriksen                                                                          |
| Liberal Alliance                 | 13.164  | 4,2  | +1,8 | 1        | +1  | Merete Riisager                                                                        |
| Kristendemokraterne              | 1.330   | 0,4  | +0,0 | 0        | -   |                                                                                        |
| Udenfor partierne                | 171     | 0,1  | +0,1 | 0        | -   |                                                                                        |
| I alt                            | 315.660 |      |      | 17       | +3  |                                                                                        |

| Parti                            | Stemmer | Pct. | Mandater | Valgte                                                      |
| -------------------------------- | ------- | ---- | -------- | ----------------------------------------------------------- |
| Socialdemokratiet                | 83.395  | 26,9 | 4        | Carsten Hansen, Julie Skovsby, Niels Sindal, Poul Andersen  |
| Venstre, Danmarks Liberale Parti | 66.198  | 21,4 | 3        | Erling Bonnesen, Lars Chr. Lilleholt, Britta Schall Holberg |
| Dansk Folkeparti                 | 45.843  | 14,8 | 2        | Kristian Thulesen Dahl, Tina Petersen                       |
| SF - Socialistisk Folkeparti     | 43.258  | 14,0 | 2        | Anne Baastrup, Karsten Hønge                                |
| Det Konservative Folkeparti      | 41.225  | 13,3 | 2        | Bendt Bendtsen, Vivi Kier                                   |
| Radikale Venstre                 | 15.554  | 5,0  | 1        | Niels Helveg Petersen                                       |
| Ny Alliance                      | 7.476   | 2,4  | 0        |                                                             |
| Enhedslisten - De Rød-Grønne     | 5.446   | 1,8  | 0        |                                                             |
| Kristendemokraterne              | 1.195   | 0,4  | 0        |                                                             |
| Udenfor partierne                | 68      | 0,0  | 0        |                                                             |
| I alt                            | 309.658 |      | 14       |                                                             |